# فاريوروم
فاريوروم (باللاتينية: Variorum)  ، هو عمل أو طبعة تضم وتقدم كل المتغيرات والقراءات والتنوعات المعروفة لنص معين. وهذا يُعتبر من فروع النقد النصي، حيث يتم ضبط كل التنويعات والإضافات والتصليحات جنبًا إلى جنب بحيث يمكن للقارئ تتبع كيفية اتخاذ القرارات في إعداد النص للنشر.
غالبًا ما كان الكتاب المقدس وأعمال وليم شكسبير موضوعات لإصدارات الفاريوروم، على الرغم من تطبيق نفس الأساليب بتكرار أقل على العديد من الأعمال الأخرى. 